# انیس مقدسی
انیس خوری مَقدَسی (۱۸۸۰ – ۷ فوریه ۱۹۷۷) ادیب و زبان‌شناس لبنانی بود. 

## زندگی
در طرابلس، لبنان زاده شد و به بیروت کوچید تا تحصیل خود را در دانشگاه آمریکایی بیروت ادامه دهد. عضو هیئت علمی آن دانشگاه شد و سپ به ریاست ادارهٔ عربی رسید. پس از بازنشستگی، استاد افتخاری دائمی ادبیات عرب برگزیده شد. در سال ۱۹۴۵م، عضو فرهنگستان زبان عربی در دمشق شد و در سال ۱۹۶۱ به عضویت فرهنگستان زبان‌شناسی مصر شد. مقدسی در ۱۸ صفر ۱۳۹۷ق، در بیروت درگذشت.

## آثار
- امیران شعر در عصر عباسی (أمراء الشعر فی العصر العباسی)
- تکامل سبک‌های نثری (تطور الأسالیب النثریة)
- گرایش‌های ادبی و برجستگان آن در جنبش مدرن عربی (الإتجاهات الأدبیة و إعلامها فی النهضة العربیة الحدیثة)
- مقدمه‌ای بر بررسی‌های نقد ادبی (مقدمة فی دراسة النقد الأدبی)
- مختارات السائرة[۱]